# Fernand Gobet

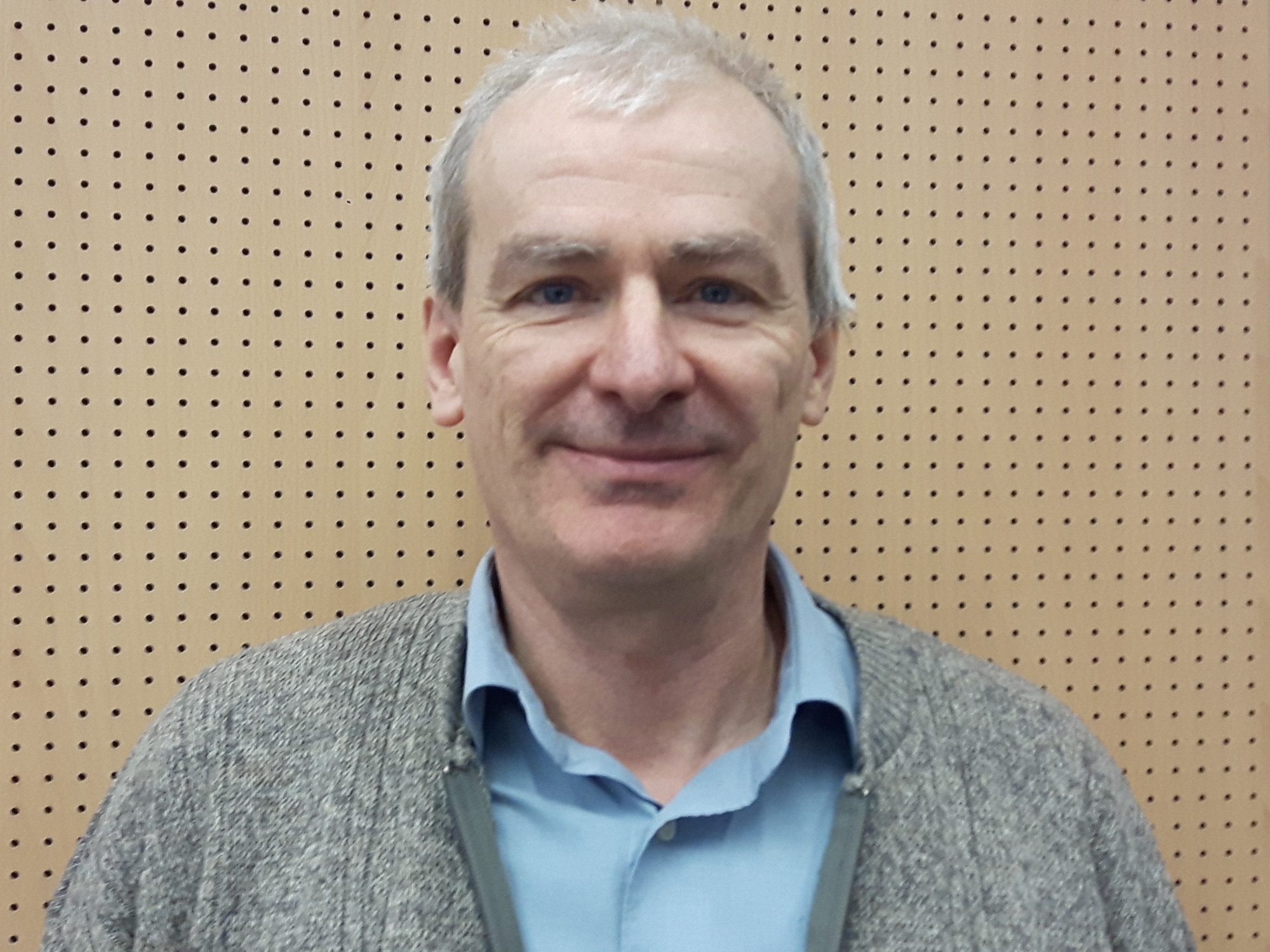
Fernand Gobet

Fernand Gobet (* 12. Februar 1962 in Romont, Schweiz) ist ein Schweizer Schachmeister und ein Kognitionswissenschaftler. Er trägt seit 1985 den Titel Internationaler Meister. 1981 wurde er Schweizer Juniorenmeister und 1996 gewann die Schweizer Mannschaftsmeisterschaft mit Genf. Er spielte bei drei Schacholympiaden (1982, 1984 und 1988). 1985 in Luzern kämpfte er für seine Heimat bei der ersten Mannschaftsweltmeisterschaft, als Viktor Kortschnoi am ersten Brett eine Goldmedaille errang.
Seine Elo-Zahl beträgt 2386 (Stand: Juni 2015), er wird jedoch als inaktiv geführt, da er seit dem im Mai 2012 in Fribourg ausgetragenen Bundesturnier keine gewertete Partie mehr gespielt hat. Im Juli 1983 und im Januar 1989 erreichte Gobet seine höchste Elo-Zahl von 2415.
Er ist Professor für Kognitionspsychologie an der Universität Liverpool, wo er im Bereich der Expertenkognition forscht. Neben anderen Themen hat er die Schachpsychologie und den Spracherwerb bei Kindern untersucht. Er ist ein Experte in der Modellierung kognitiver Prozesse und hat die CHREST kognitive Architektur entwickelt.

## Werke
- F. Gobet: Psychologie du talent et de l’expertise. De Boeck, Paris 2011.
- F. Gobet, P. Chassy, M. Bilalić: Foundations of cognitive psychology. McGraw Hill, New York 2011.
- F. Gobet, A. de Voogt, J. Retschitzki: Moves in mind - The psychology of board games. Psychology Press, Hove, UK 2004.
- A. de Groot, F. Gobet: Perception and memory in chess. Heuristics of the professional eye. Van Gorcum, Assen 1996.
- F. Gobet: Les mémoires d'un joueur d'échecs. Editions Universitaires, Fribourg (Switzerland) 1993.